# Paschberg
Der Paschberg ist ein bewaldeter Höhenrücken am Fuß des Patscherkofel im Süden von Innsbruck, sein Gipfel ist der Lanser Kopf (930 m ü. A.). Er ist ein wichtiges Naherholungsgebiet.

## Lage, Landschaft und Geologie
Das Gebiet reicht von der Sillschlucht und dem Viller Bach im Westen bis zum Lanser Bach beim Schloss Ambras im Osten. In Nord-Süd-Richtung dehnt sich der Paschberg von der Talsohle des Inntals bei Innsbruck bis auf die eiszeitlich geformten Terrassen – als Mittelgebirge bezeichnet – zwischen Lans und Vill aus. Dabei handelt es sich um einen Toteisrest, der nach Überschüttung mit Sedimenten und unterirdischem Abschmelzen eine Senke hinterlassen hat, die bis heute einige Toteisseen umfasst (Lanser See, Mühlsee), von denen ein paar auch verlandet sind (Lanser Moor, Viller Moor). Der Paschberg ist der nach weiterer Eintiefung des Inntals verbliebene Rest des Rands der Senke.

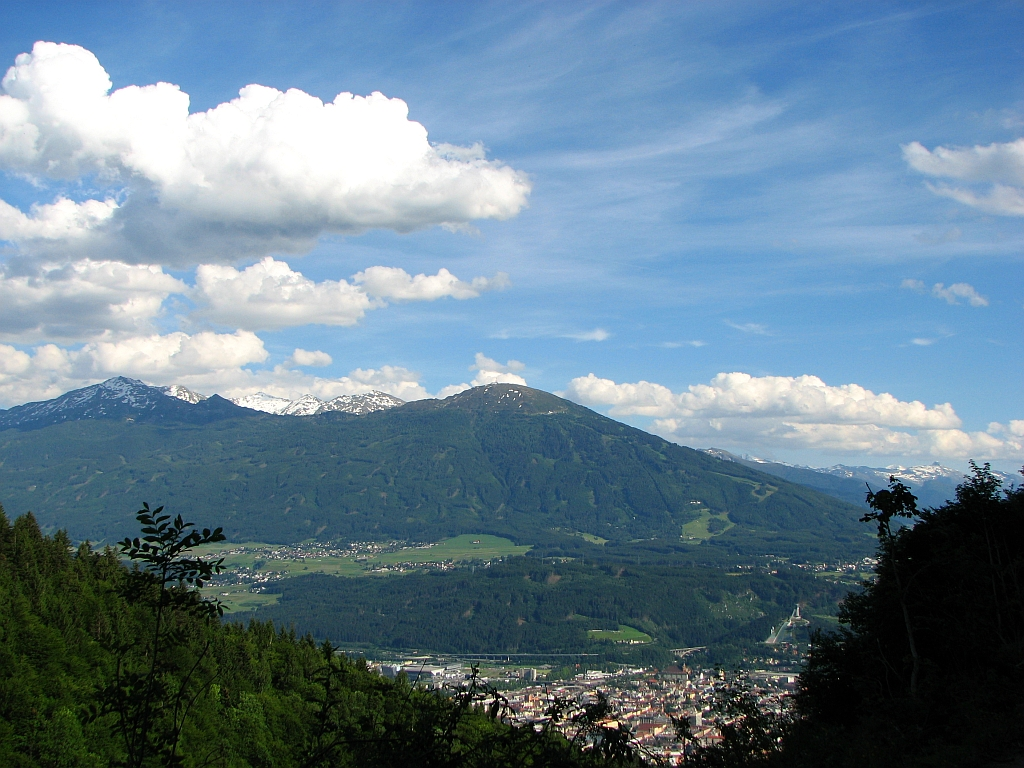
Paschberg, Mittelgebirge (Aldrans bis Igls) und Patscherkofel–Glungezer-Stock (aus dem Höttinger Graben in der Nordkette über die Stadt)

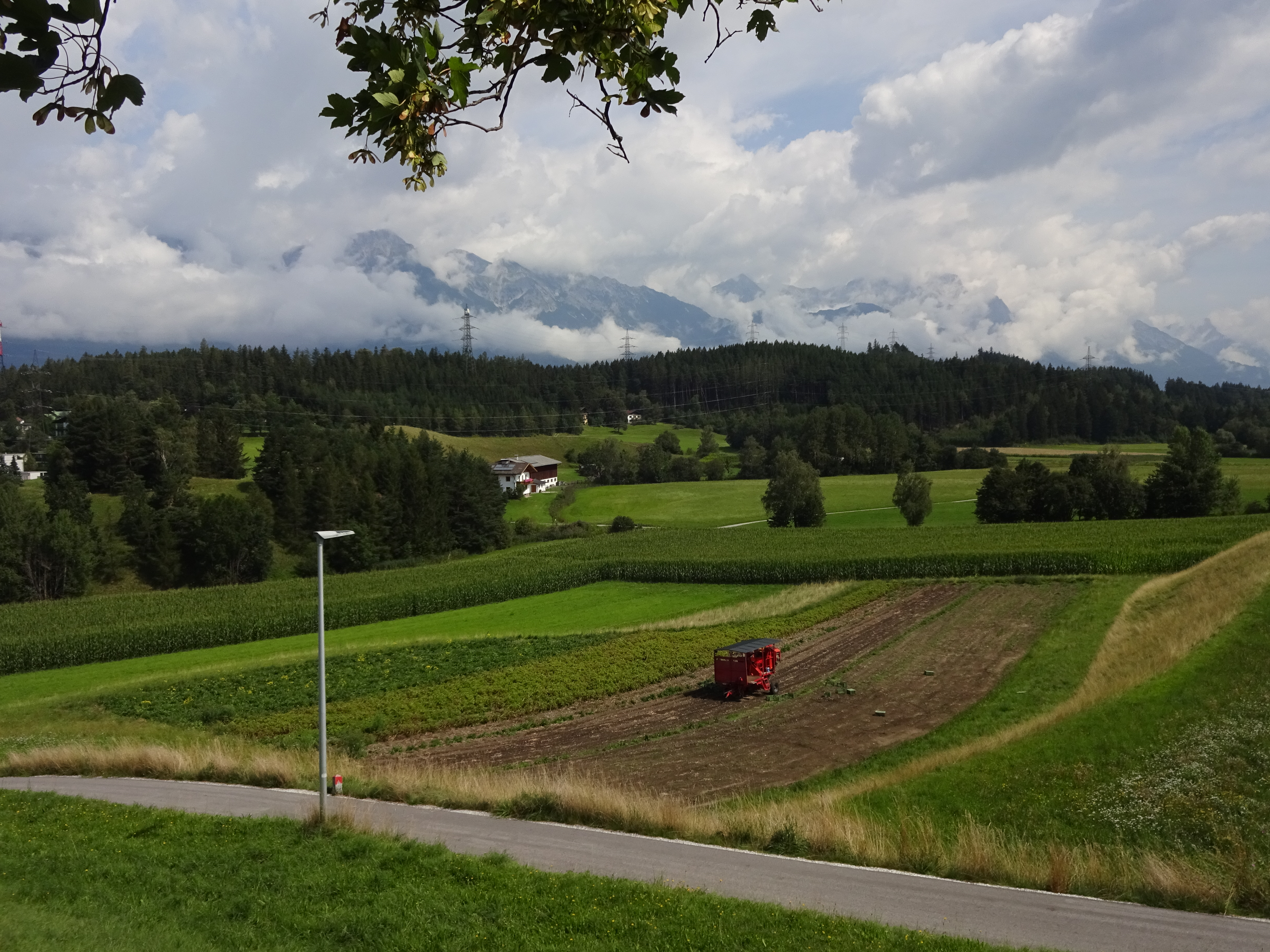
Blick von Igls zum Lanser Kopf

## Geschichte und Erschließung
Das Gebiet des Mittelgebirges ist prähistorischer Siedlungsraum, bedeutendste Ansiedlung war wohl am Goldbichl südlich Igls (Nachweise ab der Steinzeit, besonders aber Bronzezeit), aber auch am Goarmbichl am Fuß des Lanser Kopfs bei Vill wurden Siedlungsreste gefunden (La-Tène). Da man heute annimmt, dass die Urbesiedlung der Alpen die Höhenlage umfasste, nicht die versumpften Talgründe, dürfte der Raum zusammen mit den anderen Talschulterlagen den Siedlungskern Innsbrucks darstellen. Um diese Zeit dürfte der See am Hochplateau noch deutlich größer gewesen sein, wie die Befundung am Goarmbichl nahelegt.
Bis in das Mittelalter hinein blieb der Berg, der 1141 in einer Urkunde des Stifts Wilten als „Phlanters“ erstmals namentlich genannt wird, auch strategisch wichtig; am Ostende lag die Feste Ambras, seit der Renaissance Prunkschloss der Tiroler Landesfürsten, am Westsporn hinter dem Viller Bach über der Sill die Feste Straßfried, die zur selben Zeit aufgegeben wurde und heute nicht mehr erkennbar ist.
Der Paschberg bietet Gelegenheit für viele Freizeitaktivitäten wie Jogging oder Mountainbiking, es gibt eine Forstmeile, einen Golfplatz und mehrere kleine Klettergärten. Beliebte Ausflugsziele sind der Lanser See, das Lanser Moor, der Kriegerfriedhof Tummelplatz und der Mühlsee.
Für den öffentlichen Verkehr wird der Paschberg von der Straßenbahnlinie 6 (Mittelgebirgsbahn) erschlossen.
Inmitten des Paschbergwaldes an einem verlandeten See, liegt die Ausweiche Tantegert der Mittelgebirgsbahn, welche auch über ein Bahnwärterhäuschen verfügt, das heute noch bewohnt wird. Der Name leitet sich von Tann-t-Egart (Wiese im Tann) ab.
Am Lanser Kopf befinden sich Reste einer Flakstellung aus dem Zweiten Weltkrieg.